# When I’m with You
«When I’m with You» — сингл тайской рэперши и певицы Лисы Манобан (участницы южнокорейской гёрл-группы Blackpink) с участием южноафриканской певицы Tyla. Она была выпущена на лейблах Lloud и RCA Records 28 февраля 2025 года в качестве трека из дебютного студийного альбома Лисы Alter Ego (2025). Клип на песню был снят режиссёром Оливией Де Кампс и выложен на YouTube-канале Lloud 16 мая 2025 года.

## Предыстория
После ухода с лейбла YG Entertainment для сольной деятельности Лисы Манобан основала собственную компанию по управлению артистами под названием Lloud в феврале 2024 года. В апреле она подписала контракт с RCA Records для выпуска сольной музыки в партнёрстве с Lloud.
Она познакомилась с Тайлой однажды вечером в студии в Лос-Анджелесе с продюсером и автором песен Сэмми Сосо, который работал с обеими артистками. Тайла, которая готовилась к выпуску своего дебютного студийного альбома с собственным названием (2024), пришла в студию и дала Лисе послушать альбом целиком. Спустя несколько месяцев, в июле, артистки появились вместе в серии Rolling Stone «Музыканты о музыкантах» и взяли друг у друга интервью. 19 ноября Лиса анонсировала свой дебютный студийный альбом Alter Ego (2025). 21 февраля 2025 года она опубликовала треклист альбома, в который вошла песня «When I’m with You» с участием Тайлы в качестве девятого трека. Это был первый опыт совместной работы Лисы и Тайлы над песней. Песня была выпущена вместе с альбомом 28 февраля 2025 года.

## Композиция и текст
Песня «When I’m With You» была написана исполнителями Лисой и Тайлой при участии Сэмюэля Авуку, Имани Льюис, Кори Марлона Линдсей-Кея, P2J и Ari PenSmith. Последние двое спродюсировали песню вместе с Mocha, Сэмми Сосо и Believve. Это песня в стиле lo-fi, которая сочетает «гладкие R&B-гармонии с минималистичным, управляемым электрическим пианино производством». Лирически песня передаёт «волнение случайного увлечения, перерастающего в нечто большее». В первом куплете Лиcа и Тайла поют о том, что игнорируют предостережения подруг и не могут устоять перед новым любовным интересом: «Мои девочки говорили мне не спешить / Но они не знают, что знаю я / Говорили, что я должна оставаться собранной / Но они не знают, что знаю я / Говорили мне, что я должна оставить тебя в покое / Говорили мне: „Сиди своей задницей дома“ / Но я не против». В остальной части песни Лиса и Тайла безоговорочно продолжают роман, причём Тайла поёт: «Вся моя гордость уходит в окно / Когда я с тобой». В своём рэп-стихе Лиса выражает свои чувства к возлюбленному: «Мне нравится эта сторона меня, когда мы вместе, / Я намного лучше, / Когда я с тобой».

## Отзывы
Песня «When I’m with You» получила признание критиков как одна из самых ярких в альбоме Alter Ego, причём похвала была адресована вокалу и взаимодействию артистов. Кристалл Белл из NME назвал её «гладким, не требующим усилий дуэтом», а Мора Джонстон из Rolling Stone — «сладко шипящим», отметив этот трек как «пример того, что Лиса сияет ярче всего в те моменты, когда её крепкое, но в то же время заводное пение выходит на первый план». Юнбо Шим, написавший для Billboard, назвал эту песню четвёртой лучшей в альбоме и повторил похвалу «отточенному пению» Лисы, описав её как «целенаправленную демонстрацию её многогранности за пределами рэпа». Он также похвалил «плотные рэп-стихи» Лисы и счёл песню доказательством её «способности поддерживать как поток, так и мелодию в своих песнях». Вокал Тайлы был также оценён как «душевный» Элизой Райан из Associated Press, а также как «лёгкий» и «мягкий» по сравнению с «металлическим блеском» голоса Лисы Шаадом Д’Суза из The Guardian. Габриэль Саулог из Billboard Philippines отметил, что «великолепная» партия Тайлы добавила «много сердца и чувственности к звуковым возможностям Лисы», особенно когда голоса дуэта гармонируют в финальном припеве. Бенджамин Ласси, написавший для The Daily Campus, счёл песню «изюминкой» альбома с «солидными моментами, особенно тёплым аккомпанементом припева в качестве затухания». Джошуа Минсу Ким из Pitchfork описал песню и её «синкопированную перкуссию» как «соблазнительную» и «желанную смену темпа», хотя он считает её хуже песен на Tyla.

## Видеоклип
Сопровождающее музыкальное видео на песню «When I’m with You» было снято Оливией Де Кампс и загружено на YouTube-канал Lloud 16 мая 2025 года. Лиса анонсировала его выход ранее в тот же день, выпустив тизер-клип с подписью «Мы провели лучшее время, снимая это музыкальное видео с Тайлой 😘».
Клип, снятый в жаркий летний день, начинается с того, что синоптик объявляет по радио, что из-за жары наступит «самое жаркое лето в истории». В соответствии с летней обстановкой Лиса и Тайла демонстрируют «знойный гардероб, полный вырезанных платьев, топов и кружевных туфель». Видео перемежает «горячие и тяжёлые» хореографические танцевальные паузы с «прохладными волнами снимков у бассейна». "В первом куплете артисты обмениваются репликами, в то время как Лиса развлекается в шезлонге, а Тайла тусуется с друзьями в салоне, после чего они объединяются, чтобы станцевать припев песни. После захода солнца дуэт посещает позднюю вечеринку у бассейна с «множеством танцев, троном изо льда и неожиданным ливнем». Во втором куплете американский актёр Мейсон Гудинг флиртует с Лисой у бассейна без рубашки, а она читает рэп и танцует на нем. Звезды реалити-шоу «Острова любви» Лия Катеб и Мигель Харичи также появляются в эпизодических ролях, изображая вечер свиданий у бассейна. Кульминацией клипа является совместное купание Лисы и Тайлы в бассейне во время аутро песни.

## Чарты

### Еженедельные чарты
| Чарт (2025)           | Высшая позиция |
| --------------------- | -------------- |
| Новая Зеландия (RMNZ) | 22             |